# Bóng chuyền tại Đại hội Thể thao Đông Nam Á 2011

Bóng chuyền tại Đại hội Thể thao Đông Nam Á năm 2011 được tổ chức tại Palembang, Indonesia, từ ngày 12 đến ngày 20 tháng 11 năm 2011, trong khuôn khổ kỳ SEA Games lần thứ 26. Các trận đấu diễn ra tại hai địa điểm chính là Trung tâm Thể thao Jakabaring và Trường Đại học Sriwijaya, bao gồm cả nội dung bóng chuyền trong nhà và bóng chuyền bãi biển dành cho nam và nữ. 
Ở nội dung bóng chuyền trong nhà, đội tuyển Thái Lan tiếp tục khẳng định vị thế thống trị khi giành huy chương vàng ở cả hai nội dung nam và nữ. Ở nội dung bóng chuyền bãi biển, Indonesia – nước chủ nhà – đã xuất sắc giành huy chương vàng nội dung nam, trong khi Thái Lan giành huy chương vàng ở nội dung nữ. 

## Bóng chuyền trong nhà

### Giải đấu nam

#### Vòng sơ loại
| VT | Đội       | Tr | T | B | Đ  | ST | SB | TSS   | ĐST | ĐSB | TSĐS  | Giành quyền tham dự |
| -- | --------- | -- | - | - | -- | -- | -- | ----- | --- | --- | ----- | ------------------- |
| 1  | Thái Lan  | 5  | 5 | 0 | 15 | 15 | 2  | 7,500 | 411 | 351 | 1,171 | Chung kết           |
| 2  | Indonesia | 5  | 4 | 1 | 12 | 12 | 6  | 2,000 | 410 | 353 | 1,161 | Chung kết           |
| 3  | Việt Nam  | 5  | 3 | 2 | 9  | 11 | 8  | 1,375 | 423 | 412 | 1,027 |                     |
| 4  | Myanmar   | 5  | 2 | 3 | 6  | 10 | 8  | 1,250 | 330 | 405 | 0,815 |                     |
| 5  | Malaysia  | 5  | 1 | 4 | 3  | 5  | 13 | 0,385 | 428 | 300 | 1,427 |                     |
| 6  | Campuchia | 5  | 0 | 5 | 0  | 1  | 12 | 0,083 | 322 | 412 | 0,782 |                     |

|           | Tỷ số |           | Set 1 | Set 2 | Set 3 | Set 4 | Set 5 |
| --------- | ----- | --------- | ----- | ----- | ----- | ----- | ----- |
| Việt Nam  | 3–0   | Malaysia  | 25-18 | 25-18 | 25-20 |       |       |
| Campuchia | 0–3   | Indonesia | 10-25 | 22-25 | 13-25 |       |       |
| Thái Lan  | 3–1   | Myanmar   | 25-27 | 25-23 | 25-19 | 25-18 |       |
| Malaysia  | 1–3   | Indonesia | 26-24 | 16-25 | 21-25 | 22-25 |       |
| Việt Nam  | 1–3   | Thái Lan  | 15-25 | 25-22 | 20-25 | 19-25 |       |
| Campuchia | 0–3   | Myanmar   | 18-25 | 28-30 | 24-26 |       |       |
| Thái Lan  | 3–0   | Malaysia  | 26-24 | 25-16 | 26-24 |       |       |
| Indonesia | 3–1   | Myanmar   | 25-22 | 22-25 | 25-20 |       |       |
| Việt Nam  | 3–0   | Campuchia | 25-20 | 25-20 | 25-14 |       |       |
| Myanmar   | 3–0   | Malaysia  | 25-14 | 25-17 | 25-19 |       |       |
| Campuchia | 0–3   | Thái Lan  | 22-25 | 18-25 | 11-25 |       |       |
| Campuchia | 1–3   | Malaysia  | 23-25 | 27-25 | 23-25 | 29-31 |       |
| Việt Nam  | 1–3   | Indonesia | 18-25 | 21-25 | 25-23 | 17-25 |       |
| Myanmar   | 2–3   | Việt Nam  | 22-25 | 26-24 | 26-24 | 21-25 | 9-15  |
| Thái Lan  | 3–0   | Indonesia | 25-23 | 25-20 | 25-23 |       |       |

#### Chung kết
| 20 tháng 11 năm 2011 | Thái Lan              | 3–0 | Indonesia | Nhà thi đấu Đại học Sriwijaya, Palembang, Indonesia |
| 20 tháng 11 năm 2011 | (25–23, 25–17, 25–19) |     |           | Nhà thi đấu Đại học Sriwijaya, Palembang, Indonesia |

#### Xếp hạng chung cuộc
| Hạng | Đội tuyển |
| ---- | --------- |
| 1    | Thái Lan  |
| 2    | Indonesia |
| 3    | Việt Nam  |
| 4    | Myanmar   |
| 5    | Malaysia  |
| 6    | Campuchia |

| Nhà vô địch bóng chuyền nam SEA Games 2011 |
| ------------------------------------------ |
| · Thái Lan                                 |

### Giải đấu nữ

#### Vòng sơ loại
| VT | Đội        | Tr | T | B | Đ  | ST | SB | TSS   | ĐST | ĐSB | TSĐS  | Giành quyền tham dự |
| -- | ---------- | -- | - | - | -- | -- | -- | ----- | --- | --- | ----- | ------------------- |
| 1  | Thái Lan   | 4  | 4 | 0 | 12 | 12 | 0  | —     | 300 | 122 | 2,459 | Chung kết           |
| 2  | Việt Nam   | 4  | 3 | 1 | 9  | 9  | 4  | 2,250 | 298 | 181 | 1,646 | Chung kết           |
| 3  | Indonesia  | 4  | 2 | 2 | 6  | 7  | 6  | 1,167 | 268 | 228 | 1,175 |                     |
| 4  | Myanmar    | 4  | 1 | 3 | 3  | 3  | 9  | 0,333 | 190 | 225 | 0,844 |                     |
| 5  | Đông Timor | 4  | 0 | 4 | 0  | 0  | 12 | 0,000 | 0   | 300 | 0,000 |                     |

|            | Tỷ số |            | Set 1 | Set 2 | Set 3 | Set 4 | Set 5 |
| ---------- | ----- | ---------- | ----- | ----- | ----- | ----- | ----- |
| Thái Lan   | 3–0   | Việt Nam   | 25-17 | 25-11 | 25-21 |       |       |
| Indonesia  | 3–0   | Đông Timor | 25-0  | 25-0  | 25-0  |       |       |
| Indonesia  | 3–0   | Myanmar    | 25-17 | 25-19 | 25-18 |       |       |
| Việt Nam   | 3–0   | Đông Timor | 25-0  | 25-0  | 25-0  |       |       |
| Thái Lan   | 3–0   | Đông Timor | 25-0  | 25-0  | 25-0  |       |       |
| Việt Nam   | 3–0   | Myanmar    | 25-14 | 25-8  | 25-14 |       |       |
| Indonesia  | 1–3   | Việt Nam   | 17-25 | 26-24 | 14-25 | 13-25 |       |
| Thái Lan   | 3–0   | Myanmar    | 25-9  | 25-12 | 25-4  |       |       |
| Đông Timor | 0–3   | Myanmar    | 0-25  | 0-25  | 0-25  |       |       |
| Indonesia  | 0–3   | Thái Lan   | 13-25 | 16-25 | 19-25 |       |       |

#### Chung kết
| 20 tháng 11 năm 2011 | Thái Lan                     | 3–1 | Việt Nam | Nhà thi đấu Đại học Sriwijaya, Palembang, Indonesia |
| 20 tháng 11 năm 2011 | (21–25, 25–20, 25–15, 25–14) |     |          | Nhà thi đấu Đại học Sriwijaya, Palembang, Indonesia |

#### Xếp hạng chung cuộc
| Hạng | Đội tuyển  |
| ---- | ---------- |
| 1    | Thái Lan   |
| 2    | Việt Nam   |
| 3    | Indonesia  |
| 4    | Myanmar    |
| 5    | Đông Timor |

| Nhà vô địch bóng chuyền nữ SEA Games 2011 |
| ----------------------------------------- |
| · Thái Lan                                |

### Kết quả
| Nội dung | Vàng | Bạc | Đồng |
| -------- | --- | --- | --- |
| Nam      | Thái Lan · Jirayu Raksakaew · Kitsada Somkane · Kittikun Sriutthawong · Montri Vaenpradab · Nattapong Kesapan · Piyarat Toontupthai · Saranchit Charoensuk · Shotivat Tivsuwan · Teerasak Nakprasok · Wanchai Tabwises · Yamine Traore · Yuranan Buadang          | Indonesia · Adi Sucipto · Affan Priyo Wicaksono · Agung Seganti · Andri · Antho Bertiyawan · Ayip Rizal · Bagus Wahyu Ardyanto · I Nyoman Rudi Tirtana · Mahfud Nurcahyadi · Ramzil Huda · Septiohadi · Veleg Dhany Ristan Krisnawan | Việt Nam · Bùi Văn Hải · Đặng Vũ Bôn · Giang Văn Đức · Huỳnh Văn Tuấn · Lê Bình Giang · Lê Quang Khánh · Lưu Đình Toàn · Ngô Văn Kiều · Nguyễn Hoàng Thương · Nguyễn Hữu Hà · Nguyễn Xuân Thanh · Phạm Thái Hưng                                                                                 |
| Nữ       | Thái Lan · Amporn Hyapha · Kamonporn Sukmak · Malika Kanthong · Nootsara Tomkom · Onuma Sittirak · Piyanut Pannoy · Pleumjit Thinkaow · Rasamee Supamool · Tapaphaipun Chaisri · Utaiwan Kaensing · Wanitchaya Luangtonglang · Wanna Buakaew · Wilavan Apinyapong | Việt Nam · Đào Thị Huyền · Đinh Thị Hương · Đinh Thị Trà Giang · Đỗ Thị Minh · Hà Thị Hoa · Nguyễn Thị Kim Liên · Nguyễn Thị Ngọc Hoa · Nguyễn Thị Thu Hòa · Nguyễn Thị Xuân · Phạm Thị Kim Huệ · Phạm Thị Yến · Tạ Thị Diệu Linh    | Indonesia · Agustin Wulandhari · Amalia Fajrina Nabila · Berlian Marsheilla · Gunarti Indahyani · Lailatul Aisyah · Maya Kurnia Indri Sari · Maya Puspita Widiastuty · Nety Dyah Puspitarini · Novia Andriyanti · Tiara Putri Anggraeni · Wilda Siti Murfadhilah Sugandi · Yunita Sari Ayu Iddha |

## Bóng chuyền bãi biển

### Kết quả
| Nội dung | Vàng                                                   | Bạc                                                   | Đồng                                             |
| -------- | ------------------------------------------------------ | ----------------------------------------------------- | ------------------------------------------------ |
| Nam      | Indonesia · Andy Ardiyansah · Koko Prasetyo Darkuncoro | Indonesia · Dian Putra Sentosa · Ade Candra Rachmawan | Thái Lan · Kittipat Yungtin · Teerapat Pollueang |
| Nữ       | Thái Lan · Kamoltip Kulna · Varapatsorn Radarong       | Indonesia · Ayu Cahyaning Siam · Dhita Juliana        | Thái Lan · Jarunee Sannok · Usa Tenpaksee        |